# Woodland Hills (Utah)
Woodland Hills és una població dels Estats Units a l'estat de Utah. Segons el cens del 2000 tenia 941 habitants.

## Demografia
Segons el cens del 2000, Woodland Hills tenia 941 habitants, 500 habitatges, i 207 famílies. La densitat de població era de 132,6 habitants per km².
Dels 500 habitatges en un 55,5% hi vivien nens de menys de 18 anys, en un 90,9% hi vivien parelles casades, en un 2,3% dones solteres, i en un 5,9% no eren unitats familiars. En el 3,6% dels habitatges hi vivien persones soles el 0,5% de les quals corresponia a persones de 65 anys o més que vivien soles. El nombre mitjà de persones vivint en cada habitatge era de 4,28 i el nombre mitjà de persones que vivien en cada família era de 4,44.
Per edats la població es repartia de la següent manera: un 43,6% tenia menys de 18 anys, un 8,1% entre 18 i 24, un 23% entre 25 i 44, un 18,4% de 45 a 60 i un 7% 65 anys o més.
L'edat mediana era de 22 anys. Per cada 100 dones de 18 o més anys hi havia 97,4 homes.
La renda mediana per habitatge era de 80.854 $ i la renda mediana per família de 82.358 $. Els homes tenien una renda mediana de 66.042 $ mentre que les dones 32.361 $. La renda per capita de la població era de 25.184 $. Entorn del 2,6% de les famílies i el 3% de la població estaven per davall del llindar de pobresa.

## Poblacions més properes
El següent diagrama mostra les poblacions més properes.